# Going Some
Going Some er en amerikansk stumfilm fra 1920 af Harry Beaumont.

## Medvirkende
- Cullen Landis som J. Wallingford Speed
- Helen Ferguson som Jean Chapin
- Lillian Hall som Helen Blake
- Lillian Langdon som Miz Gallagher
- Kenneth Harlan som Donald Keap
- Ethel Grey Terry som Mrs. Roberta Keap
- Willard Louis som Larry Glass
- Walter Hiers som Berkeley Fresno
- Frank Braidwood som Culver Covington
- Nelson McDowell som Still Bill Stover
- Snitz Edwards som Willie
- Hayward Mack som Laden
- Maurice Flynn som Skinner